# Cathédrale Saint-Vladimir-le-Grand de Paris
La cathédrale Saint Volodymyr le Grand, est une cathédrale de culte greco-catholique ukrainienne située à Paris, en France.

## Localisation
La cathédrale est située au  51 rue des Saints-Pères, dans le 6e arrondissement de Paris. Elle jouxte le square Taras-Chevtchenko, qui fait l'angle avec le boulevard Saint-Germain.

## Historique

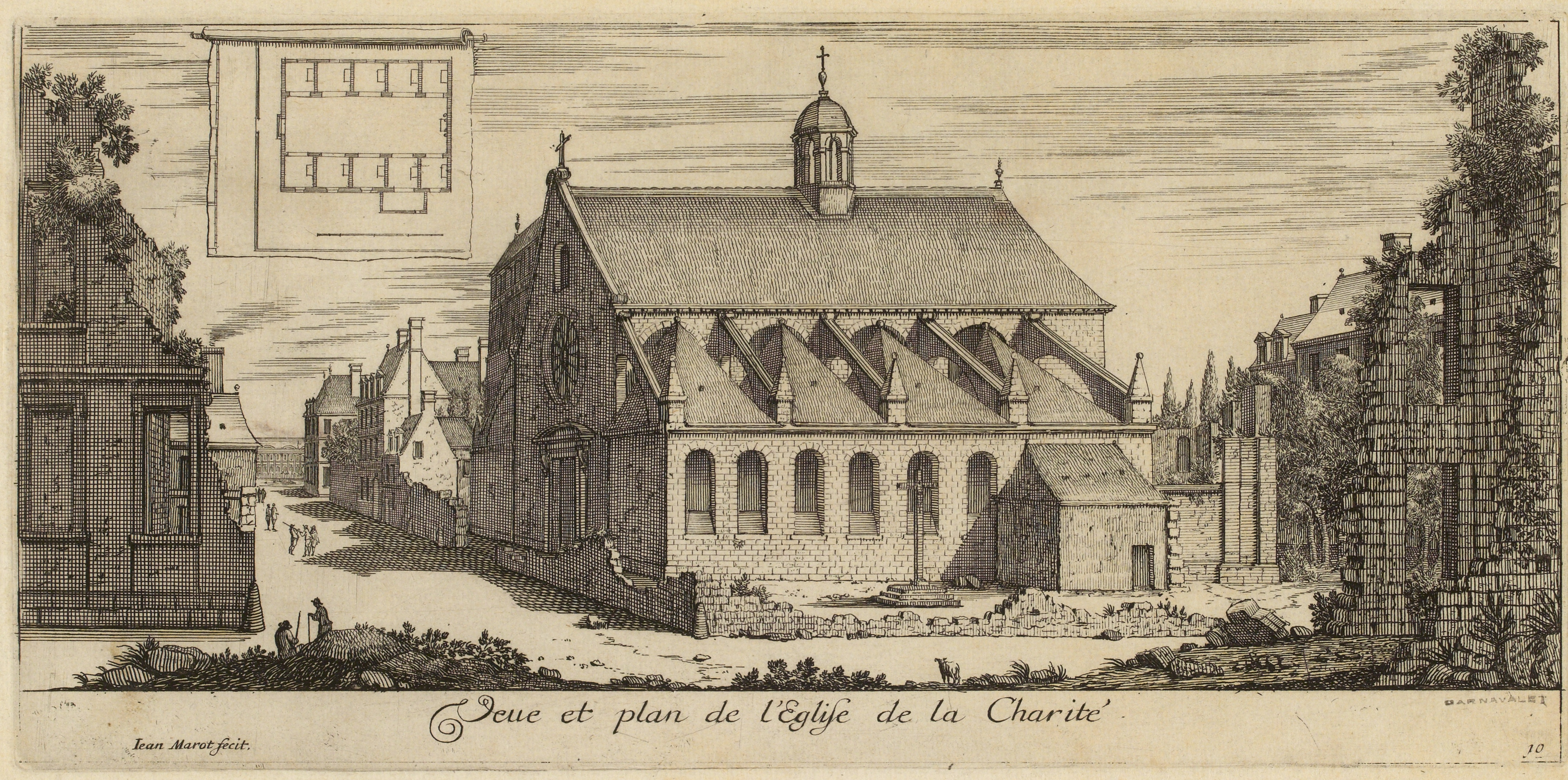
Eau-forte de l'église de la Charité par Jean Marot (XVIIe siècle).

À l’emplacement de l’actuelle chapelle se dressait une église, construite au XIIIe siècle et démolie au début du XVIIe siècle pour laisser place à un édifice destiné aux Frères de la charité. La première pierre de ce nouveau lieu de culte est posée en 1613 par Marie de Médicis. Le bâtiment est ensuite complété par un hôpital. 
À la Révolution française, l’ensemble de l’hôpital est voué à l’enseignement médical. À partir de 1799, l'école clinique se tient dans la chapelle, et ce jusqu'en 1850, quand elle devient le siège de l’Académie nationale de médecine.
Les façades sur rue et sur cour de la cathédrale font l’objet d’une inscription au titre des monuments historiques depuis le 16 mars 1926.

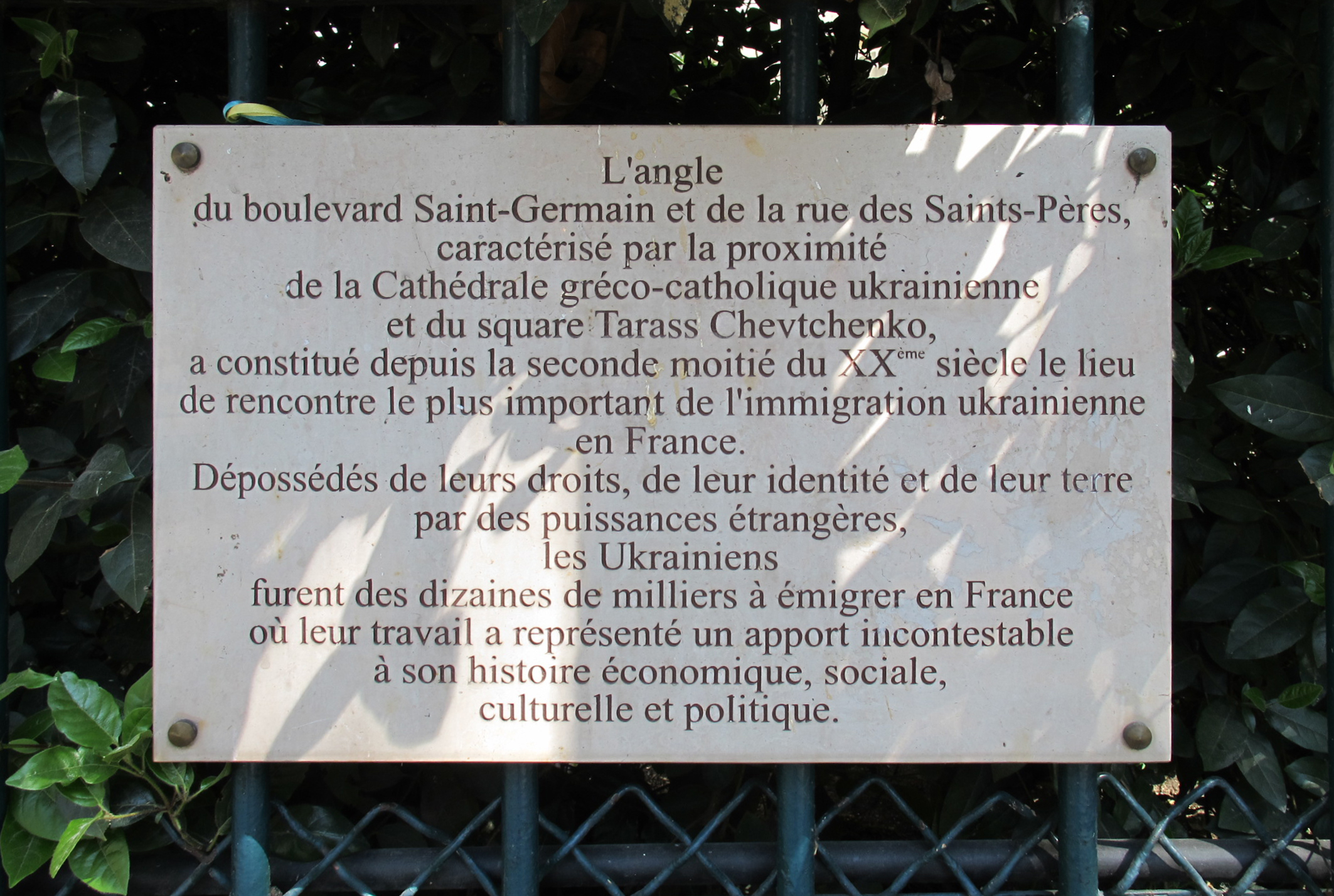
Plaque contre le square Taras-Chevtchenko adjacent, commémorant l'immigration ukrainienne en France, faisant notamment mention de la cathédrale.

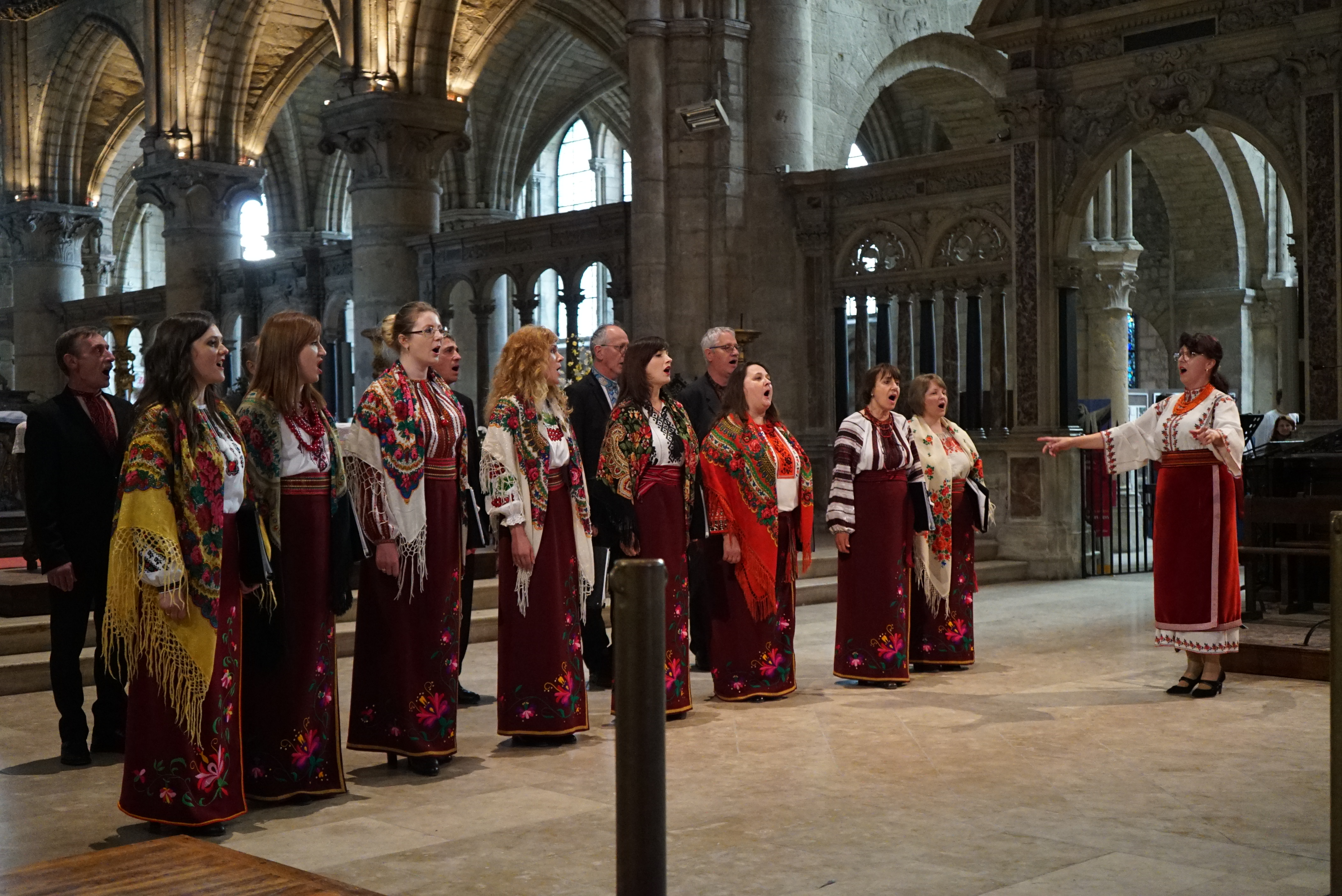
Chœur de chants de rite ukrainien.

Le reste de l’hôpital est détruit en 1935 pour construire de nouveaux bâtiments à destination de la faculté de médecine de Paris. La livraison des travaux a lieu en 1945. Entre-temps, en 1937, c'est la création d’une mission pour les Ukrainiens catholiques, qui aboutit, à la fin de l’année 1942, à l'attribution de la chapelle comme église catholique de rite byzantin ukrainien. Elle est transférée à la communauté ukrainienne en 1942, consacrée le 9 mai 1943 par Emmanuel Chaptal, évêque auxiliaire de Paris, et reçoit le nom de Saint-Vladimir-le-Grand, du nom du prince de la Rus' de Kiev qui a accueilli le christianisme en 988.
En 1961, le Saint-Siège créa un exarchat pour les Ukrainiens gréco-catholiques, ce qui eut pour conséquence d'élever l'église Saint-Vladimir-le-Grand au rang de cathédrale. Le 19 janvier 2012, le pape Benoît XVI a élevé au rang d'éparchie l’exarchat apostolique pour les Ukrainiens de rite byzantin résidant en France. Borys Gudziak, jusqu’ici exarque en France, est nommé premier évêque de l'éparchie « Saint Vladimir-le-Grand de Paris des Byzantins-Ukrainiens ».

## Offices
La plupart des offices respectent le rite byzantin (mais d'une manière légèrement simplifiée) et se font en slavon. Cependant, s'adaptant au fait que nombre d'enfants d'immigrés ukrainiens ne connaissent que le français, une messe est célébrée en français, tous les lundis, depuis 2018. Une messe dominicale, également en français, y est maintenant dite depuis janvier 2022. Par ailleurs, les vêpres sont célébrés chaque jeudi soir.

Le nombre de fidèles réguliers est estimé à 1 000 mais atteint 2 000 en comptant les irréguliers. À la suite du père Ihor Rantsya, le recteur actuel (2024) est l'archiprêtre Andriy Morkvas.